# Monique Canto-Sperber
Pour les articles homonymes, voir Canto et Sperber.
Monique Canto-Sperber, née le 14 mai 1954 en Algérie, est une philosophe française. Elle a dirigé l’École normale supérieure (ENS) de 2005 à 2012, puis créé et présidé l'Université de recherche Paris-Sciences-et-Lettres de 2012 à 2014. Elle est directrice de recherche émérite au CNRS (équipe « Philosophie morale et normative » à la République des Savoirs), membre correspondant étranger de l'Académie royale des sciences, des lettres et des beaux-arts de Belgique depuis 2008 et présidente exécutive de la Fondation Evens.
Elle est la fondatrice d'un établissement d'enseignement supérieur privé, nommé Atouts +, qui ouvrira à la rentrée 2023.
Monique Canto-Sperber s'intéresse à la philosophie antique — notamment à Platon —, à l’histoire des idées morales et à la philosophie morale et politique contemporaines. Elle a publié de nombreux ouvrages traduits en plusieurs langues.

## Biographie
Née en Algérie en 1954, d'un père ingénieur et d'une mère au foyer, Monique Canto-Sperber a vécu en France métropolitaine à partir de 1964. Elle a fait ses études au lycée Racine, au lycée Condorcet, puis à l'École normale supérieure de jeunes filles en 1974 et fait du piano et du chant. Elle est agrégée de philosophie en 1978 et docteur en philosophie (1982) et a été l'élève de Paul Ricœur[réf. nécessaire], dont elle est restée proche. Tombée amoureuse de la vallée du Célé en 1984, elle y réside chaque été et anime depuis 2005 les « entretiens de Figeac »,. 
Elle a enseigné à l’université de Rouen, puis à l’université d’Amiens, avant d’entrer au CNRS comme directrice de recherche en 1993. Elle a été membre du Comité consultatif national d’éthique de 2001 à 2004, puis en a été vice-présidente jusqu’en 2007. Elle siège à nouveau au sein du CCNE depuis 2016. De 2006 à 2010, elle est professeure au Département des humanités et sciences sociales de l'École polytechnique.
Elle a participé à l’émission de télévision Bibliothèque Médicis sur la chaîne Public Sénat entre 2000 et 2008 et a été productrice de radio pour l'émission Questions d’éthique sur la chaîne France Culture de 2006 à 2014.
Elle est officier de la Légion d'honneur,, officier de l’ordre national du Mérite et chevalier des Arts et des Lettres.
Ses travaux sur la philosophie grecque (consacrés à la théorie éthique et à la théorie de la connaissance) ont été accompagnés par plusieurs traductions commentées de Platon (Gorgias, Ion, Euthydème, Ménon, La République, livre VII) et ont fait l’objet de plusieurs ouvrages. Elle a créé en 1993 la collection « Philosophie morale » (bientôt suivie de « Questions d’éthique », en 2000) aux Presses universitaires de France. Elle a publié plusieurs ouvrages dans ce domaine. Elle a aussi travaillé sur l’éthique des relations internationales et consacré deux livres à cette question. Elle a contribué avec plusieurs ouvrages à l’étude historique et conceptuelle du libéralisme à gauche. La plupart de ses livres sont traduits dans plusieurs langues.

## Direction d'institutions
En 2005, Monique Canto-Sperber est nommée à la direction de l’École normale supérieure en proposant un projet destiné à faire de l'établissement une institution de recherche universitaire et à en rétablir la situation financière. Ce projet diffère de celui du directeur sortant, Gabriel Ruget, qui demandait son renouvellement et était partisan d'une fusion avec l’ENS Cachan. Elle succède à Gabriel Ruget en novembre 2005. Sa nomination provoque la démission du président du conseil d’administration Michel Zink et du président du conseil scientifique, solidaires de l’ancien directeur.
À son arrivée, Monique Canto-Sperber a recours à un audit de l’inspection générale des finances (IGF) qui confirme une situation financière catastrophique, les factures ne pouvant plus être honorées. L’IGF recommande plusieurs mesures de restriction des dépenses et d’augmentation des recettes. L’application de ces mesures et en particulier le projet d’instaurer des frais de bibliothèques (de l’ordre de 20 à 50 euros par an pour les anciens élèves salariés, qui disposent à vie d’un droit de consultation et d’emprunt) provoque cependant une très vive opposition. Après quelques semaines d'une crise (novembre et décembre 2006) aggravée par la démission des directeurs des départements littéraires, le projet de frais d'entrée à la bibliothèque est retiré et un accord est trouvé. Selon Monique Canto-Sperber, l’ensemble des mesures appliquées ont permis de rétablir progressivement la situation financière de l’ENS (dont le budget dès 2007 redevient excédentaire[réf. nécessaire]), de développer la recherche en lettres, d'introduire des conseils scientifiques dans les départements littéraires, de créer un conseil d’orientation stratégique international de l’établissement, de renforcer la valeur du diplôme de l’École normale supérieure préparé aussi par des étudiants admis sur dossier, de systématiser la pratique d’inscription des étudiants en master et en doctorat à l’instar des autres écoles normales supérieures et enfin d'amorcer une politique de remise à niveau progressive et de réhabilitation des surfaces de recherche. Pour Monique Canto-Sperber, l’ENS, qui se définit aujourd’hui comme une grande école de recherche universitaire, s’est développée et son rayonnement accru de 2005 à 2009. Elle devient un établissement autonome pour sa gestion en 2010.
Monique Canto-Sperber engage l'ENS dans le groupement Paris Sciences et Lettres - Quartier latin, qui compte aussi comme membres fondateurs le Collège de France, l’Observatoire, l’ESPCI et l’École de chimie. Ce groupement, auquel s'adjoignent par la suite l'École pratique des hautes études, l’Institut Curie, l'université Paris-Dauphine, la Fondation Pierre-Gilles de Gennes pour la recherche, l’Institut Louis Bachelier, ainsi que le CNMD, l’ENSAD, les Beaux-Arts, le CNSAD, Mines ParisTech ou encore le lycée Henri-IV remporte, dans le cadre des investissements d’avenir, sept équipex et sept labex. PSL est lauréat au premier tour des investissements d’avenir et reconnu comme Idex en juillet 2011.
Monique Canto-Sperber est reconduite, en novembre 2010, pour un second mandat.
Le 18 janvier 2011, elle annule un débat sur le Proche-Orient relatif à la campagne internationale Boycott, désinvestissement et sanctions (BDS) sur l'État israélien,,. Ce débat devait réunir, à l'initiative du collectif Palestine ENS, plusieurs personnalités politiques et intellectuelles, dont Stéphane Hessel. S'ensuit une violente polémique ravivée, un mois plus tard, par un refus de réservation de salle pour l'organisation, à l'ENS, de la « semaine Apartheid Israël », décision de refus annulée en référé par le tribunal administratif de Paris le 26 février 2011. L'École normale supérieure fait appel auprès du Conseil d'État qui, par une ordonnance du 7 mars 2011, infirme l'ordonnance du tribunal administratif, rejette la demande de suspension et confirme le bien-fondé de l'interdiction de la « semaine Apartheid Israël », en rappelant que « l’École normale supérieure, comme tout établissement d’enseignement supérieur, doit veiller à la fois à l’exercice des libertés d’expression et de réunion des usagers du service public de l’enseignement supérieur et au maintien de l’ordre dans les locaux comme à l’indépendance intellectuelle et scientifique de l’établissement. »
Dans le même temps, un mouvement social se déroule à l'ENS : une dizaine d'employés de la cantine, employés en CDD, se mettent en grève au mois de janvier pour obtenir leur titularisation dans la fonction publique et une amélioration de leurs conditions de travail. Le 22 mars 2011, les salons de la direction sont occupés ; ils sont évacués par la police le 19 avril 2011. Les employés grévistes obtiennent finalement un CDI et le conflit prend fin le 26 mai 2011.
Le 12 juillet 2011, Monique Canto-Sperber convoque contre neuf élèves-fonctionnaires de l'ENS des conseils de discipline qui conduisent à la proposition de plusieurs sanctions, cinq avertissements et un blâme. Une manifestation de cent personnes est organisée le jour même contre ce qui est alors considéré comme « une volonté de la direction de réprimer le mouvement social et syndical ». À la suite d’un faux mail envoyé le 1er avril 2011 pendant le mouvement social sur les listes collectives de l'ENS et annonçant la démission de la directrice, Mme Canto-Sperber porte plainte pour usurpation d'identité électronique. En janvier 2012, un élève de l'ENS est placé en garde à vue et condamné par le tribunal à une amende quelques mois plus tard.
Le 8 février 2012, elle est nommée présidente de la fondation Paris Sciences et Lettres. Elle est remplacée quelques mois plus tard à la tête de l'École par le physicien Marc Mézard. Le 1er septembre 2014, elle démissionne de la présidence de la communauté d'universités et établissements (ComUE) Paris Sciences et Lettres. Elle quitte ses fonctions le 31 décembre 2014 et reprend celles de chercheuse au CNRS.

## Prise de position politique sur le système éducatif
En 2022, Monique Canto-Sperber défend un projet de réforme de l'école proche de celui promu par Emmanuel Macron : l'autonomie des établissements scolaires,. Ce projet de réforme, qualifié par l'une et l'autre de « révolution copernicienne », repose sur la conception et la mise en œuvre de contrats d'établissement engageant le directeur et les enseignants autour d'objectifs, de moyens et de modalités de contrôle par l'État de la stratégie pédagogique.

## Travaux

### Éthique
Dans ses travaux de recherche, Monique Canto-Sperber a plaidé pour la nécessité de remettre au premier plan les concepts de la philosophie morale. Elle a montré la persistance des problématiques et des questions. Elle a inclus dans le Dictionnaire d’éthique et de philosophie morale qu’elle a dirigé des contributions de philosophes analytiques et continentaux. Son travail de philosophie morale est clairement inspiré de la pensée grecque et de l’influence platonicienne. Elle a défendu un point de vue réaliste en morale, qui se réclamait du style de la philosophie analytique, et s’est attachée à définir l’aspiration à la vérité des jugements moraux. Elle a travaillé sur les modalités des jugements moraux et les procédures de justification appliquées aux jugements moraux, en particulier ceux relatifs aux événements et décisions de la vie humaine. Elle a travaillé sur la définition des jugements universels et s’est attachée à étudier leur application pour définir les prétentions morales des relations internationales et les justifications de l’usage de la violence.
Dans son travail sur la philosophie grecque, Monique Canto-Sperber a étudié la nature de l’épistémologie platonicienne et les procédures de justification des énoncés. Elle a également publié de nombreux travaux sur la philosophie morale de Platon et sur le sens du réalisme moral platonicien. Dans son ouvrage Éthiques grecques, Monique Canto-Sperber défend l'idée que la vision contemporaine de la philosophie morale grecque est un artéfact ne correspondant pas à la réalité des éthiques de cette époque. Les éthiques grecques, aujourd'hui remobilisées par des courants critiques de la modernité (comme le néo-aristotélisme), ne sont pas, contrairement à l'image commune, plus ou moins toutes des formes d'eudémonisme. Il existe au sein de la pensée morale grecque des positions extrêmement diverses, mais dont certaines seulement sont l'objet de reprises dans les débats contemporains. L'image vulgaire de l'éthique grecque qui en fait un « mixte à tonalité aristotélicienne » est une création de l'époque moderne, création qui vise à aller chercher chez les anciens des solutions aux défaillances que certains constatent dans la modernité. La perception courante de l'éthique grecque n'est donc pas simplement tronquée, elle est biaisée.
Contre les préjugés concernant la morale antique, Éthiques grecques cherche à montrer la diversité des formes de philosophie morale grecques et à mettre en avant certaines pensées généralement occultées. Au travers une série d'essais, l'ouvrage veut présenter une vision plus fidèle des éthiques grecques, tout s'arrêtant sur certaines philosophies morales méconnues (ou peu reprises) comme celle de Platon.
Monique Canto-Sperber a également contribué à faire connaître en France les auteurs majeurs de la pensée morale britannique du XXe siècle, notamment dans son ouvrage intitulé La philosophie morale britannique (1994).
Monique Canto-Sperber a également publié de nombreux articles sur les sentiments moraux et sur les défis contemporains de l'enseignement supérieur, dont son ouvrage de 2017, L'oligarchie de l'excellence : les meilleures études pour le plus grand nombre.
Monique Canto-Sperber est nommée au Comité consultatif national d'éthique pour les sciences de la vie et de la santé sur désignation de la ministre chargée des droits des femmes le 3 février 2021 ; elle y siégeait auparavant en qualité de personnalité appartenant au secteur de la recherche, sur désignation de l'administrateur du Collège de France.

### Philosophie politique
Monique Canto-Sperber développe une analyse du libéralisme visant à lui redonner une légitimité dans le cadre de la pensée politique socialiste. Elle a proposé dans Les Règles de la liberté une étude systématique des concepts fondateurs de la pensée socialiste afin d’en montrer l’ambiguïté et de sauvegarder la possibilité d’une interprétation libérale de ces concepts. Elle a essayé de montrer dans Le libéralisme et la gauche qu’il existe un courant libéral présent dans le socialisme dès sa naissance en 1830 et illustré par les noms de Proudhon, Charles Andler, Lucien Herr jusqu’à la deuxième gauche de Michel Rocard.
Monique Canto-Sperber a proposé une réflexion sur la notion de guerre juste (voir par exemple Le Bien, la Guerre et la Terreur, 2005, ou La guerre juste, 2010).
En philosophie politique, Monique Canto-Sperber a défendu un libéralisme normatif et social, en explorant notamment l'idée d'un libéralisme de gauche. Voir par exemple Le socialisme libéral : une anthologie - Europe-États-Unis (avec Nadia Urbinati), Esprit, 2003.

## Ouvrages
- L'Intrigue philosophique : essai sur l'« Euthydème » de Platon, précédé d'une traduction, Paris, Les Belles Lettres, 1987
- Les Paradoxes de la connaissance : essais sur le « Ménon » de Platon, Paris, Odile Jacob, 1991
- La Philosophie morale britannique, Paris, Presses universitaires de France, 1994
- Dictionnaire d’éthique et de philosophie morale [sous la dir. de], Paris, Presses universitaires de France, 1996  (ISBN 2-13-047729-1) ; 4e édition, coll. « Quadrige/Dicos poche », 2004  (ISBN 2-13-053828-2) [présentation en ligne]
- Philosophie grecque [sous la dir. de] (en collaboration avec Jonathan Barnes, Luc Brisson, Jacques Brunschwig, et Gregory Vlastos), Paris, Presses universitaires de France, coll. « Premier cycle », 1997
- Éthiques grecques, Paris, Presses universitaires de France, coll. « Quadrige/Essai », 2001  (ISBN 2-13-050646-1) [présentation en ligne]
- L'Inquiétude morale et la vie humaine, Paris, Presses universitaires de France, 2001  (ISBN 2-13-051641-6) ; 2e édition, 2002  (ISBN 2-13-052390-0) [présentation en ligne]
- Le Socialisme libéral : une anthologie (Europe-États-Unis), Paris, Éditions Esprit, 2003  (ISBN 2-909210-29-4) [présentation en ligne] (payant)
- Pourquoi le libéralisme n'est pas le laissez-faire, Suresnes, En temps réel, 2003
- Les Règles de la liberté, Paris, Plon, 2003  (ISBN 2-259-19839-2) [présentation en ligne]
- La Philosophie morale (avec Ruwen Ogien), Paris, PUF, 2004
- Le Bien, la guerre et la terreur : pour une morale internationale, Paris, Plon, 2005  (ISBN 2-259-20005-2) [présentation en ligne]
- Faut-il sauver le libéralisme ? (avec Nicolas Tenzer), Paris, Grasset, Paris, 2006  (ISBN 2-246-69171-0)
- Le Libéralisme et la Gauche, Paris, Fayard/Pluriel, 2008
- Naissance et liberté (avec René Frydman), Paris, Plon, 2008 ; Grasset (poche), 2009
- Les Hommes et leurs récits, Paris, Textuel, 2009
- Pour une morale internationale, Paris, PUF, 2010
- La Guerre juste, Paris, PUF, 2010
- Sans foi ni loi : amour, amitié, séduction, Paris, Plon, 2015
- L'Oligarchie de l'excellence : les meilleures études pour le plus grand nombre, Paris, PUF, 2017
- La Fin des libertés : ou comment refonder le libéralisme, Paris, Robert Laffont, 2019
- Sauver la liberté d'expression, Paris, Albin Michel, 2021
- Une école qui peut mieux faire, Paris, Albin Michel, 2022

## Décorations
- Officier de la Légion d'honneur. Elle est nommée Chevalier le 19 avril 2000[31], puis est promue Officier le 10 avril 2009[32].
- Commandeur de l'ordre national du Mérite. Elle est directement nommée Officier le 13 mai 2005[33], avant d'être promue Commandeur le 15 novembre 2018[34].
- Chevalier de l'ordre des Arts et des Lettres